# Festival du film d'Avignon
Le Festival du film d'Avignon (Avignon Film Festival) est un festival de cinéma annuel créé en 1984. Jusqu’en 2008 (dernière édition), il se tenait à Avignon en France et avec un autre festival organisé à New York aux États-Unis.

## Histoire du Festival du film d'Avignon / New York
Le Festival du film d'Avignon / New York a été créé pour promouvoir le cinéma indépendant français et américain avec des avant-premières, des rétrospectives et des tables rondes.
Une remise de prix encourageait les jeunes cinéastes. Il présentait des longs métrages et des courts-métrages, des documentaires en français, anglais et autres langues européennes. Tous les films français étaient sous-titrés en anglais et les films européens, en anglais ou français. Les réalisateurs, les producteurs, les scénaristes, et les acteurs pouvaient participer à des discussions sur leur travail avec les festivaliers.
En 1993, le Harvard Film Archive invite l’organisation à coproduire la première version américaine des Rencontres Cinématographiques franco-américaines d’Avignon.
En 1994, le créateur, Jérôme Henry Rudes, lance l’Avignon/New York Film Festival à l’Angelica Film Center de Manhattan. Les deux festivals se déroulent au mois de juin pour le premier et au mois de novembre pour le second. La formule Avignon film Festival, est née en 2000, lors de l’extension de la programmation à l’Europe.
Ce festival était communément appelé le French American Workshop ou le Workshop.

## Prix décernés
Certains des prix de cette liste furent décernés par un jury international lors de la cérémonie de clôture :
- Prix Tournage
  - Trois meilleurs longs-métrages (un américain, un français et un européen).
- Prix Panavision
  - Trois meilleurs courts-métrages.
- Kodak Prix Vision
  - Meilleure cinématographie.
- Prix SACD Scénario
  - Deux meilleurs scénaristes.